# Colmars
Colmars är en kommun i departementet Alpes-de-Haute-Provence i regionen Provence-Alpes-Côte d'Azur i sydöstra Frankrike. Kommunen ligger  i kantonen Allos-Colmars som ligger i arrondissementet Castellane. År 2022 hade Colmars 548 invånare.

## Befolkningsutveckling
Antalet invånare i kommunen Colmars
Referens: INSEE